# Hans von Rumohr
Hans von Rumohr (* 10. Dezember 1675 auf Gut Rundhof; † Januar 1719) war Landrat in Schleswig und Holstein.

## Leben
Er war der Sohn von Henning von Rumohr (1651–1715), Herr der Adligen Güter Drillt, Ohrfeld und Rundhof und dessen Ehefrau Margaretha Dorothea geborene von Ahlefeldt (1657–1720) und wurde am 10. Dezember 1675 auf Gut Rundhof geboren. Hans von Rumohr studierte 1694 an der Universität Leipzig und reiste später einige Jahre durch Frankreich und Italien. Danach wurde er Kammerjunker und Stallmeister bei der Witwe des Kurfürsten Johann Georg III. von Sachsen und später Hofmeister und Kammerherr. Nach seiner Rückkehr wurde er 1709 Landrat in Schleswig und Holstein und heiratete am 8. Januar 1709 Anna Metta von Ahlefeldt (* 21. März 1682) die Tochter von Benedikt von Ahlefeldt (1650–1712). Herr auf Osterrade und dessen Gemahlin Cathanna geborene von Buchwaldt († 1685). Im September 1718 erwarb er das Gut Aschau und starb im Januar 1719. Er wurde am 29. Januar 1719 in der St. Nikolaikirche in Eckernförde beigesetzt.